# João da Nova

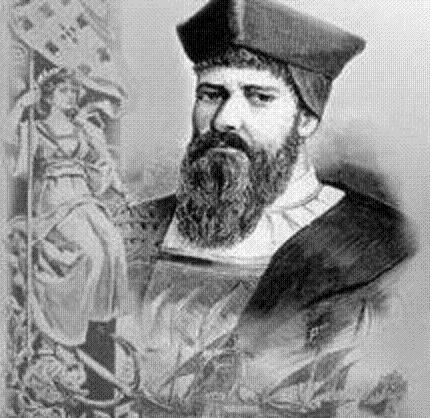
João da Nova

João da Nova (± 1460 - 1509) was een Portugese ontdekkingsreiziger.
Hij werd rond 1460 geboren in het Spaanse Galicië maar verhuisde al op jonge leeftijd naar Portugal. In 1496 gaf Koning Emanuel I hem het gezag over Lissabon. In 1501 werd hij kapitein over een ontdekkingsvloot. Hij ontdekte de eilanden Sint-Helena en Ascension. In 1505 ging hij weer op pad maar door een conflict keerde hij vrij snel terug. In 1506 ging hij weer op pad onder het gezag van Tristão da Cunha. Ook tijdens deze toch kwam hij in een conflict terecht.
In 1509 stierf hij in Kochi in India.
Het eiland Juan de Nova, in de Indische Oceaan, is naar hem vernoemd.